# Estação Stockel

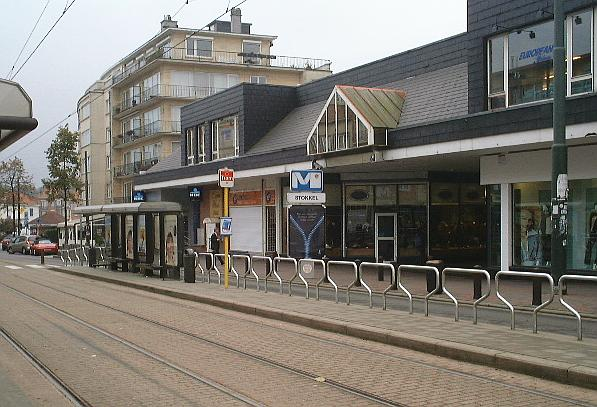
Entrada principal da Estação Stockel.

Stockel (fr) ou Stokkel (nl) é uma estação terminal da linha 1 do Metro de Bruxelas.

| Oeste ou norte                   |  |                      |  | Leste ou Sul |
| -------------------------------- |  | -------------------- |  | ------------ |
| Crainhem sentido Gare de l'Ouest |  | Linha 1 (en) término |  |              |
| editar no Wikidata               |  |                      |  |              |